# مارتن غرونبيرغ
مارتن غرونبيرغ (بالألمانية: Martin Grünberg)‏ هو مهندس معماري ألماني، ولد في 1655 في تشيرنياخوفسك في روسيا، وتوفي في 1707 في برلين في ألمانيا.